# Opel (album)
Opel  è una raccolta di brani musicali del cantautore britannico Syd Barrett, realizzata e pubblicata nel 1988. Contiene brani registrati nel periodo tra il 1968 e il 1970, nonché alcune versioni alternative di brani appartenenti agli album The Madcap Laughs e Barrett.

## Il disco

### Origine e storia
L'album avrebbe dovuto originariamente includere due canzoni inedite dei Pink Floyd scritte da Barrett quando ancora era nel gruppo, Scream Thy Last Scream e Vegetable Man, che erano state remixate appositamente da Jones per l'inclusione nell'album. Tuttavia, la pubblicazione delle due tracce venne proibita dai Pink Floyd stessi e i due brani rimasero fuori dalla raccolta all'ultimo momento, eliminati per motivi ufficialmente imprecisati, anche se alcuni hanno ipotizzato che le due canzoni mostrassero in maniera troppo impietosa il deterioramento progressivo delle facoltà mentali di Barrett.
Anche se Barrett pubblicò soltanto due album solisti, The Madcap Laughs e Barrett, entrambi nel 1970, era ben nota l'esistenza di parecchio materiale inedito del musicista che venne infine pubblicato nel 1988. Barrett, ormai lontano dal mondo dell'industria musicale da quasi vent'anni, approvò la raccolta.

### Pubblicazione e contenuti
Opel consiste di otto tracce precedentemente inedite e di versioni alternative di sei brani già pubblicati in precedenza sugli album solisti di Barrett dopo la fuoriuscita dai Pink Floyd. Il disco venne pubblicato dietro costante pressione del produttore di The Madcap Laughs, Malcolm Jones. Nonostante le recensioni favorevoli, l'album non riuscì a entrare in classifica.
Opel (insieme a The Madcap Laughs e Barrett) è stato ristampato in formato CD sia indipendentemente sia come parte del cofanetto Crazy Diamond.

## Tracce
- Tutti i brani sono opera di Syd Barrett.

Lato 1
1. Opel - 6:26
2. Clowns and Jugglers - 3:27
3. Rats - 3:00
4. Golden Hair (vocal) - 1:44
5. Dolly Rocker - 3:01
6. Word Song - 3:19
7. Wined and Dined - 3:03

Lato 2
1. Swan Lee (Silas Lang) - 3:13
2. Birdie Hop - 2:30
3. Let's Split - 2:23
4. Lanky (Part one) - 5:32
5. Wouldn't You Miss Me (Dark Globe) - 3:00
6. Milky Way - 3:07
7. Golden Hair (instrumental) - 1:56

### Tracce bonus aggiunte all'edizione rimasterizzata nel 1993
1. Gigolo Aunt (Take 9) - 4:02
2. It is Obvious (Take 3) - 3:44
3. It is Obvious (Take 5) - 3:06
4. Clowns and Jugglers (Take 1) - 3:33
5. Late Night (Take 2) - 3:19
6. Effervescing Elephant (Take 2) - 1:28

## Formazione
Artista
- Syd Barrett – voce, chitarra

Altri musicisti
- Mike Ratledge – organo in Clowns and Jugglers
- Hugh Hopper – basso in Clowns and Jugglers
- Robert Wyatt – batteria in Clowns and Jugglers

Personale tecnico
- Gareth Cousins - missaggio
- David Gilmour - produttore
- Peter Jenner - produttore
- Malcolm Jones - produttore
- Roger Waters - produttore